# La Moneda (métro de Santiago)
La Moneda est une station de la Ligne 1 du métro de Santiago, située sous l'Alameda sur le territoire de la ville de Santiago au Chili.

## Situation sur le réseau
La station se situe, entre les stations Universidad de Chile à l'est et Los Héroes à l'ouest.

## Histoire
La station est ouverte le 15 septembre 1975 lors de la mise en service de la ligne 1, dont elle constitue alors le terminus à l'est pendant deux ans, quand la ligne est prolongée jusqu'à la station Salvador. Son nom vient de sa proximité avec le palais de la Moneda, siège du gouvernement du Chili.